# Larca lata
Larca lata – gatunek zaleszczotka z rodziny Larcidae. Występuje w Europie.

## Taksonomia
Gatunek ten opisany został po raz pierwszy w 1884 roku przez Hansa Jacoba Hansena pod nazwą Garypus latus. Jako miejsca typowe wskazano Jaegerspris i Langesö w Danii. W 1930 roku Ralph Vary Chamberlin umieścił ten gatunek w rodzaju Larca.

## Morfologia
Zaleszczotek ten ma prosomę nakrytą trójkątnym w zarysie i zaopatrzonym w cucullus karapaksem. Wyposażony jest w dwie pary oczu wyraźnie odsuniętych od przedniej krawędzi karapaksu. Niektóre tergity i sternity są przynajmniej częściowo podzielone. Szczękoczułki zwieńczone są szczypcami; ich palec ruchomy ma jeden lub dwa ząbki położone przedwierzchołkowo oraz szczecinkę galealną położoną subdystalnie. Nogogłaszczki zaopatrzone są w szczypce, na których palcach znajdują się ujścia gruczołów jadowych. Palec ruchomy nogogłaszczków wyposażony jest w dwa trichobotria. Wszystkie cztery pary odnóży krocznych pozbawione są kolców na biodrach.

## Występowanie
Gatunek zachodniopalearktyczny, endemiczny dla Europy. Znany jest z Wielkiej Brytanii, Holandii, Niemiec, Austrii, Danii, Szwecji, Łotwy, Polski, Czech, Słowacji, Węgier, Rumunii i Bułgarii. Na „Czerwonej liście gatunków zagrożonych Republiki Czeskiej” umieszczony został jako gatunek narażony na wyginięcie (VU).